# 岡林信康
岡林 信康（おかばやし のぶやす、1946年〈昭和21年〉7月22日 - ）は、日本のフォークシンガー、シンガーソングライター。血液型はO型（本人はA型に近いO型と語っている）。滋賀県近江八幡市出身。
実家は教会で、父親は牧師。現在は京都府亀岡市在住。

## 経歴

### 生い立ち
父の岡林勝治は新潟県の出身で、30歳まで新潟で農業をしていた。しかし、閉鎖的な村社会が嫌になって故郷を飛び出し、滋賀県の紡績工場に就職。その時期に宣教師のウィリアム・メレル・ヴォーリズに出会い、牧師となるため大阪の神学校に通った後、近江八幡市の田んぼのど真ん中に西洋建築の教会を建てた（近江金田教会の礼拝堂は現存し、2012年（平成20年）に国の登録有形文化財に登録されている）。当地で信康は生まれる。近江兄弟社中学、滋賀県立八日市高等学校を経て、1966年に同志社大学神学部入学。牧師を目指していたため、音楽はクラシックか讃美歌だけしか聴かず、他は全て悪魔の音楽と思っていたという。熱心なキリスト教信者であったが、実家の教会の不良少女の扱い（お祈りをさせないなど）に疑問を感じ「脱出」、その後社会主義運動に身を投じる中で、高石ともやに出会いギターを始める。

### フォークシンガーとして
1968年、大学をやめ、工事現場で人夫として働く。同年「高石音楽事務所」に所属、労音（勤労者音楽協議会）回りを始める。京都で行われた第3回フォークキャンプに参加。同年9月、山谷に住む日雇い労働者を題材とした「山谷ブルース」でビクターよりレコード・デビュー。翌年までに、「友よ」「手紙」「チューリップのアップリケ」、「くそくらえ節」、「がいこつの歌」など、名作・問題作を発表。その内容から、多くの曲が放送禁止となる。当時、岡林とともに高石ともや、高田渡、加川良、五つの赤い風船なども活躍し、プロテスト・フォーク、反戦フォークが若者の間でブームとなった。中でも岡林は一世を風靡し、「フォークの神様」と言われたが、労音との軋轢や周囲が押しつけてくるイメージと本人の志向のギャップ（同時期、岡林はすでに直接的なプロテストソングに行き詰まりを感じており、ロックへの転向を模索していた）などにより1969年9月、3か月余りのスケジュールを残したまま一時蒸発した。書き置きは「下痢を治しに行ってきます」。長野県で材木切りの肉体労働に従事。
岡林は『月刊明星』1976年12月号のインタビューで「熱心なクリスチャンやったオレが、たまたま信仰に疑問を持ち、その相談に東京の山谷のドヤ街で活動していた牧師を訪ねたのが、すべての始まりやろうね。その山谷の状況を通して、政治に目覚めたんや。そいで、高石友也らの反戦フォークに興味を持って歌い始めた。1967年に作った『くそくらえ節』が最初の曲やろうな。しかし、オレはイデオロギーのために歌を歌う、つまり、フォークってのは何かを訴える手段としてしか見てなかったように思うんや。そんな中で、労音なんかとの政治的対立などもあって、つらい時代やったな」などと述べている。
1970年4月、コンサートに再登場、「ごめんやす。出戻りです。お互い堅くならんといきましょう」と話した。この時期からボブ・ディランに影響を受けたロックを、当時無名だったはっぴいえんどをバックに展開し始める。ヒッピーを目指し、それまでの労務者風のスタイルとは似ても似つかぬ黒い革ジャンにピッチリしたスラックスできめた。「それで自由になったのかい」「私たちの望むものは」「自由への長い旅」などの作品を発表、喝采を浴びて東京に移り住み、一夫一婦制ナンセンスを唱えて自由なヒッピー風生活をするが行き詰る。はっぴいえんどとのツアーは、1970年9月から翌年の1月21日まで続いた。
1971年8月1日にリリースされた3rdアルバム『岡林信康アルバム第3集 俺ら いちぬけた』を聴いた素人時代の富澤一誠が『新譜ジャーナル』1971年11月号の読書コーナーに投稿し、世に出ようという時期で先鋭的な内容ではあるが「俺らいちぬけたくないよ 岡林さん」というタイトルで、特に「田舎のいやらしさは」で始める先行シングル「俺らいちぬけた」に対して、「あんたは自分のことだけ考えればいいってもんじゃない。あなたの後ろには何万いや何十万という弱い人々がついている。あんたに頼り切った人々が。その人々を裏切るようなことをしちゃ駄目だ。岡林さん、俺らいちぬけた、なんてナンセンスだ。もう一度考え直してくれ。人間関係、現実社会を基盤にしなくちゃ何も得られないんだ。単なるあんたの頭の中で築き上げられたモロくてはかないユートピアになってしまうんだよ」などと400字近い文でボロクソに岡林を貶した。
1971年の日比谷野外音楽堂での「岡林信康自作自演コンサート 狂い咲き」および、「第3回全日本フォークジャンボリー」を最後に、再び表舞台から姿を消す。

### 4年間の農耕生活
やがて岡林は人や街を嫌い、被害妄想、及び自閉症が進行、三重県で農業共同体を営んでいた山岸会を見学し、「ヤマギシズム」に傾倒。自然の環境に身を置こうと岐阜県中津川近くの山村に移り住み、約1年後京都府綾部市の総戸数17戸の過疎村に居を移し農耕生活を始める。
農村に移住して、村の生活の中でリラックスし始めていたが、ギターに触れることもせず、歌手であることも忘れようとしていた（たまにゲスト出演などで他人のコンサートに出ても円形脱毛症になることがあった）。そんな中つぶれかけの蔵の中で座禅・瞑想を30分ほどするようになり、半年ばかり過ぎた頃、誰かがポンと肩を叩いたような感覚になり、「無理をしてきたなぁ。もうこれから無理をする必要はないんだよ」という声が聞こえ、突如背中に電気が走ったようになり、涙がとめどなく溢れてきた。30分ほど泣き続け、体中をしばっていた鎧が粉々に飛び散ったような爽快感が広がっていくようであった。それ以降、どんどんリラックスするようになり、いろんな価値観が変わっていくようになり、自分の歪をもっと知りたいと精神分析の本も読み漁ったりする中、新しい音楽を作る気持ちになった。
1973年にCBS・ソニーへ移籍し、活動を再開。松本隆をプロデューサーに迎え制作されたロック路線のアルバム『金色のライオン』、『誰ぞこの子に愛の手を』などを発表。いかに今まで無理してきたかを普通の表現法では無理だったため、ディラン風の暗喩を多用した「あの娘と遠くまで」、「26ばんめの秋」などの曲などを発表するが、相変わらず「フォークの神様」を期待するファンは多かった。

### 復帰後
数年間の農村生活の間、文明との接点は古ぼけたステレオだけ、次第に肩肘から力がとれた。知人である黒田征太郎宅のテレビで、西川峰子の「あなたにあげる」を聴いて感激。「おれのものも歌だが、演歌もまた歌だ。歌にはいろいろな役目がある」と、ぽつりぽつりと自分だけの演歌を作り始めた。作り始める中、いろんな演歌のレコードを買いあさり、演歌にのめり込んでいる中、自身の音楽のルーツが賛美歌やクラシック音楽だけではなく、ラジオから流れて聴いていた演歌にもあったことに気づく。「月の夜汽車」「風の流れに」が美空ひばりに採用される。4年間にわたる農耕生活を終え 山を降り亀岡市に転居。
1975年には、岡林本人も日本コロムビアに移籍し、演歌路線のアルバム『うつし絵』をコロムビアより発表。美空ひばりの後押しも受け、12月に中野サンプラザで久しぶりのワンマンコンサートも行った。日本コロムビアでは他に、新録の2枚組ベスト・アルバム『岡林信康』、私小説的弾き語りの『ラブソングス』を発表。この頃、サザンオールスターズがブレイクする前のアミューズに所属していた。
音楽評論家の中村とうようが「岡林が演歌をやめてフォークに戻ってきた」と評し、再び「フォークの神様」に戻ることを危惧するも、久しぶりにギター1本で約1年100箇所あまりの村や町を旅した。昔の自分を求める観客との間に微妙なズレを感じつつも、どこの会場も大盛況だった。弾き語りを100箇所も続けていると、他のミュージシャンと一緒にプレイしたくなり、そんな想いが強くなった頃、ニール・セダカやポール・アンカといったアメリカン・オールディーズにひかれ、今度はこれらの曲を聴きまくった。子どもたちがファンであったピンク・レディーのレコードをかけてくれとしょっちゅうせがまれた影響もあり、歌謡ポップス・アルバムを作ってやれと捻り出して作ったアルバム『セレナーデ』を発表。これを皮切りに、パロディ色の強い、ニューミュージック路線を展開した。
古巣のビクターのレーベルであるインヴィテーションに移籍し、さらに『街はステキなカーニバル』、『ストーム』、『グラフィティ』を発表し路線を深めていく。「ミッドナイト・トレイン」、「Good-bye My Darling」、「山辺に向いて」などがこの時代の代表曲である。
1980年、テレビドラマ『服部半蔵 影の軍団』のエンディング・テーマである「Gの祈り」を発売。しかし、『ストーム』制作の際、プロデュースを担当した加藤和彦に、それまでの作詞の根本としていた部分を「逃げ」だとして批判されたことで、再び新たなスタイルを模索することになる。
1980年代中頃より、メジャーレーベルとの契約が切れたことなどもあり、往年のフォークスタイルであるギターとハーモニカによる弾き語りツアー「ベアナックルレビュー」を開始、全国を巡る。また、この頃より、封印していた初期の曲の一部を再び歌うようになる。

### エンヤトットの完成〜現在
1981年にロンドンでキング・クリムゾンのロバート・フリップに「俺たちの真似じゃない、日本人のロックを聴かせろ」と言われたことで、日本民謡的なリズムに乗せた独自のロック「エンヤトット」を思案。平野融らとともに模索を続ける中、韓国の打楽器集団サムルノリと出会い、開眼する。
1987年、自主制作テープ『エンヤトットでDancing!!』を発表。その後、東芝EMIや日本クラウンなどでアルバムを発表。全国各地でコンサートを行う。
「古いファンからはあまり喜ばれなかった」と本人が語る「エンヤトット路線」ではあったが、2007年10月20日に36年ぶりの日比谷野外音楽堂ライブ「狂い咲き2007」を行うまでに至る。また、前述の日比谷野音ライブに前後した時期から、10年以上「封印状態」にあったURCレコード時代の音源を含む全アルバムが、紙ジャケットで再発された。また、岡林を敬愛するサンボマスターとの競演や、フジロックフェスティバル、COUNTDOWN JAPANなどのロックフェスへの参加、ロック時代の曲を数十年ぶりに再演するミニライブの開催、数々のテレビ出演など、より積極的な活動を行っている。
2009年の九段会館のコンサートで「越後獅子の唄」をカバーしたことをきっかけに、翌2010年、EMIミュージック・ジャパンから美空ひばりのカバー曲を中心とした『レクイエム〜我が心の美空ひばり〜』を発表。5月には久々となる全国ツアーも行った。
2011年、「岡林信康コンサートツア－2011」を行い、東名阪のZEEPでライブを行った。
2012年、14年ぶりに作詞・作曲をした自主制作シングル「さよならひとつ」を発表した。
2016年にはフリー・ジャズの山下洋輔とも共演した。
2020年11月2日、作詞家・松本隆のデビュー50周年を記念したトリビュート・ライブ『松本隆 50周年 風街古都 コトノハ』にサプライズゲストとして登場。松本がプロデュースした岡林のアルバム『金色のライオン』にも収録され、タイトルも松本が命名した「26ばんめの秋」を披露した。
2021年3月3日、1998年発売の『風詩』以来23年ぶりのオリジナル・アルバム『復活の朝』を発売する。

## 人物

### 名前の由来
父方の姓は「下杉」といい、上杉謙信の子孫だったとのこと。そのため、本来「下杉信康」だったということになると著書に書いている。
信康という名前は、キリスト教信仰の「信」と、三歳で病死した兄がいて、次に生まれてくる子は健康であってほしいという願いから「康」がとられ、「信康」となった。

### 楽器との関わり
小さい頃、父から無理やりピアノを習わされた（教会で賛美歌のオルガン奏者をみつけるのに苦労し、自分たちの子どもにそれをやってほしいという思いから、姉も弟も習わされていた）が苦痛で、小学校二年から始めて三年間でバイエル四十番までしかいかず、教える先生もさじを投げるほどだった。
ギターを始めたのは、高石ともやがきっかけではなく、浪人していた頃友達がギターを置かしてくれと持って来たのを、その友達に「ギターにはコードっていうのがあって、コードはこうやって弾くんだよ」と教えてもらい、これでグループサウンズの歌なんかができるんだぞって言われ、弾き語りをしたり、作曲をしたりしたと言う。加山雄三の詩に違うメロディーをつけて作曲もしていた。加山雄三に影響を受けてギター始めたっていうのは格好悪いから、いちいち訂正はしていないが、本格的にやり始めたのは高石ともやを聴いてから。初めて買ったギターは、山谷の質屋で3,200円だった。

### 被差別部落
被差別部落に関わるきっかけは、山谷での日雇い労働での経験から来ており、それまで見たことのない人々や社会にショックを受け、地元の滋賀に帰ってから、琵琶湖のほとりでテントを張り、自問自答していく中で、自分の身近にある社会問題に目を向けたところ、それが被差別部落問題だった。そのことから、山谷に行ったり来たりしながら、地元の被差別部落区域でも日雇い労働を経験しながら、部落解放運動にも参加した。そのとき生れたのが初期の傑作「山谷ブルース」「流れ者」「手紙」「チューリップのアップリケ」である。この部落差別をテーマにした「手紙」「チューリップのアップリケ」は、放送禁止歌の代表例といわれる（実際のところ、放送禁止になっている歌というものは存在しない。抗議などを恐れての自主規制・自粛である）。

### 作品の特徴
岡林の作品の特徴として、「くそくらえ節」のように関西弁と東京弁を混ぜた歌詞もあれば、「山谷ブルース」のように東京弁だけを使用した歌詞もあったりする。
前述のように、プロテストソングとしての評価は高く、先輩の小室等は、「岡林、よくぞ歌ってくれた」と『昭和は輝いていた』で絶賛していた。ただし「フォークの神様」の称号が、一人歩きする苦悩も垣間見たという。

### 便利や快適さへの懸念
便利や快適さを追い求めることに対しての危惧については、様々な著書で訴えている。京都の過疎地区で暮らした際に、自然農法を始めたのもそれで、化学肥料、農薬による弊害、機械による農業への否定などから、自分でどうにか自然農法の、無農薬、有機肥料を使った農法をやってみたかった。現在は、化学肥料も完全否定ではなく、農薬は極力使わないにして、化学肥料もタイミングを見計らって少量だけ使っている。

### 動物
元々動物好きで、小さい頃は鳩を買っていたが、50を過ぎた辺りでテレビで鳩が登場する番組があり、それを見てからまた鳩を飼いたくなり、34年ぶりに鳩小屋を作ってドイツ鳩を飼い始めた。
金魚も長年飼っており、金魚の歴史についても詳しい。

### 日曜大工
京都の山奥の農村で暮らしていた頃から日曜大工が好きで、それは今でも続いている。特に酒をやめてからは、以前に増して日曜大工をする時間が増え、テーブルや椅子を作りすぎて「置き場所がない、邪魔になる」と妻に怒られたりもしている。

### 酒
昔はコンサートの後、店でさんざん呑んだ後、「ホテルに帰ったら、俺の部屋に集合！」と号令をかけるほどお酒好きで、あのC.W.ニコルが「岡林はバケモノだ」と驚くほどの酒豪だったが、年を取っても若い頃と同じ量の酒を呑んでおり、段々と体にこたえるようになり、今はやめている。おかげで、コンサートでも以前より声が出るようになったと周りから言われ、もう酒飲みには戻れないと言っている。「それぐらい強い俺が、ひばりさんの前では子どもだよ」と例えるほど、美空ひばりは酒に強かったという。酒をやめたら人生の楽しみが消えるんじゃないかと心配していたが、前述のように、日曜大工が楽しくて、体がいくつあっても足りなくなるほど忙しくなった。

### 小室哲哉の5億円詐欺事件
小室哲哉が逮捕された「5億円詐欺事件」からは、多くを学んだという。「彼も最初は「いい歌ができた」という達成感が大きな喜びだったのに、いつの間にかたくさん売れるということが目的にすり変わっていった。考えたら、エンヤトットは売れないじゃないかと地団駄を踏んでいる自分も小室君と同じじゃないか。だから評価や売れることを目的にするのはやめようと思った」

## ディスコグラフィ

### シングル
| 発売日                                | 面               | タイトル                                                                   | 規格             | 規格品番         |
| ビクターレコード                      | ビクターレコード | ビクターレコード                                                           | ビクターレコード | ビクターレコード |
| ------------------------------------- | ---------------- | -------------------------------------------------------------------------- | ---------------- | ---------------- |
| 1968年5月                             | A                | ほんじゃまあおじゃまします                                                 | EP               | SV-1019          |
| 1968年5月                             | B                | 山谷ブルース                                                               | EP               | SV-1019          |
| 1968年9月5日                          | A                | 山谷ブルース                                                               | EP               | SV-1028          |
| 1968年9月5日                          | B                | 友よ                                                                       | EP               | SV-1028          |
| 1969年3月5日                          | A                | 流れ者                                                                     | EP               | SV-1043          |
| 1969年3月5日                          | B                | チューリップのアップリケ                                                   | EP               | SV-1043          |
| 1970年7月5日                          | A                | 私たちの望むものは                                                         | EP               | SV-1080          |
| 1970年7月5日                          | B                | 性と文化の革命                                                             | EP               | SV-1080          |
| 1971年6月5日                          | A                | もずが枯木で                                                               | EP               | SF-1             |
| 1971年6月5日                          | B                | お父帰れや                                                                 | EP               | SF-1             |
| 1971年10月5日                         | A                | 山谷ブルース                                                               | EP               | SF-12            |
| 1971年10月5日                         | B                | 流れ者                                                                     | EP               | SF-12            |
| 1971年10月5日                         | A                | チューリップのアップリケ                                                   | EP               | SF-13            |
| 1971年10月5日                         | B                | 私たちの望むものは                                                         | EP               | SF-13            |
| 1971年11月5日                         | A                | ゆきどまりのどっちらけ                                                     | EP               | SF-14            |
| 1971年11月5日                         | B                | つばめ                                                                     | EP               | SF-14            |
| URCレコード                           |                  |                                                                            |                  |                  |
| 1969年8月1日                          | A                | くそくらえ節                                                               | EP               | URS-0003         |
| 1969年8月1日                          | B                | がいこつの唄                                                               | EP               | URS-0003         |
| 1970年3月                             | A                | それで自由になったのかい                                                   | EP               | URS-0017         |
| 1970年3月                             | B                | 手紙                                                                       | EP               | URS-0017         |
| 1970年5月20日                         | A                | 愛する人へ                                                                 | EP               | URS-0028         |
| 1970年5月20日                         | B                | ラブ・ゼネレーション                                                       | EP               | URS-0028         |
| 1970年10月5日                         | A                | だからここに来た                                                           | EP               | URS-0029         |
| 1970年10月5日                         | B                | コペルニクス的転回のすすめ                                                 | EP               | URS-0029         |
| 1971年2月20日                         | A                | 家は出たけれど                                                             | EP               | URT-0050         |
| 1971年2月20日                         | B                | 君を待っている                                                             | EP               | URT-0050         |
| 1971年6月10日                         | A                | 自由への長い旅                                                             | EP               | URT-0052         |
| 1971年6月10日                         | B                | 今日をこえて                                                               | EP               | URT-0052         |
| 1971年6月10日                         | A                | 手紙                                                                       | EP               | URT-0053         |
| 1971年6月10日                         | B                | それで自由になったのかい（1970年8月9日全日本フォークジャンボリー実況録音） | EP               | URT-0053         |
| 1971年6月25日                         | A                | 俺らいちぬけた                                                             | EP               | URT-0056         |
| 1971年6月25日                         | B                | 申し訳ないが気分がいい                                                     | EP               | URT-0056         |
| 1971年8月25日                         | A                | 堕ちた鳥のバラード                                                         | EP               | URT-0065         |
| 1971年8月25日                         | B                | いくいくお花ちゃん                                                         | EP               | URT-0065         |
| 1972年1月1日                          | A                | 大ダイジェスト版 三億円強奪事件の唄                                        | EP               | URO-1001         |
| 1972年1月1日                          | B                | 砂漠                                                                       | EP               | URO-1001         |
| CBS・ソニー                           |                  |                                                                            |                  |                  |
| 1973年11月21日                        | A                | 26ばんめの秋                                                               | EP               | SOLB-86          |
| 1973年11月21日                        | B                | あの娘と遠くまで                                                           | EP               | SOLB-86          |
| 1975年1月21日                         | A                | 誰ぞこの子に愛の手を                                                       | EP               | SOLB-208         |
| 1975年1月21日                         | B                | 怪人二十面相を追いつめろ                                                   | EP               | SOLB-208         |
| 日本コロムビア                        |                  |                                                                            |                  |                  |
| 1975年8月25日                         | A                | 青い月夜の散歩道                                                           | EP               | CD-252           |
| 1975年8月25日                         | B                | うつし絵へのひとり言                                                       | EP               | CD-252           |
| 1975年10月5日                         | A                | わかれ雨                                                                   | EP               | CD-263           |
| 1975年10月5日                         | B                | 橋〜実録仁義なき寄合い                                                     | EP               | CD-263           |
| 1977年6月20日                         | A                | からっぽの唄                                                               | EP               | LK-38-A          |
| 1977年6月20日                         | B                | 五年ぶり                                                                   | EP               | LK-38-A          |
| 1978年10月4日                         | A                | 淋しき街角                                                                 | EP               | LK-84-A          |
| 1978年10月4日                         | B                | ミッドナイト・トレイン                                                     | EP               | LK-84-A          |
| Invitation                            |                  |                                                                            |                  |                  |
| 1979年9月25日                         | A                | Good-bye My Darling                                                        | EP               | VIH-1059         |
| 1979年9月25日                         | B                | 遠い朝                                                                     | EP               | VIH-1059         |
| 1980年4月21日                         | A                | Gの祈り                                                                    | EP               | VIH-1084         |
| 1980年4月21日                         | B                | 君に捧げるラブソング                                                       | EP               | VIH-1084         |
| 1980年11月5日                         | A                | ダンスマン                                                                 | EP               | VIH-1525         |
| 1980年11月5日                         | B                | ミス・ベンリー                                                             | EP               | VIH-1525         |
| 1981年                                | A                | 蒼ざめた朝                                                                 | EP               | VIHX-1558        |
| 1981年                                | B                | インスタント・ラブ                                                         | EP               | VIHX-1558        |
| 1982年4月5日                          | A                | ラスト・モーニング                                                         | EP               | VIH-1570         |
| 1982年4月5日                          | B                | たそがれの20世紀                                                           | EP               | VIH-1570         |
| 1982年                                | A                | 夕べの祈り                                                                 | EP               | VIHX-1596        |
| 1982年                                | B                | ムーンライト                                                               | EP               | VIHX-1596        |
| 日本コロムビア                        |                  |                                                                            |                  |                  |
| 1988年11月1日                         | A                | ペンノレ（日本語版）                                                       | EP               | AH-991           |
| 1988年11月1日                         | B                | ペンノレ（韓国語版）                                                       | EP               | AH-991           |
| 東芝EMI / EASTWORLD                   |                  |                                                                            |                  |                  |
| 1989年9月1日                          | A                | Dance Music                                                                | EP               | PRT-1480         |
| 1989年9月1日                          | B                | 君に捧げる Love Song '90                                                   | EP               | PRT-1480         |
| 1996年4月17日                         | 1                | 祈りの朝                                                                   | 8cmCD            | TODT-3699        |
| 1996年4月17日                         | 2                | 祈りの朝（ゴスペススタイル）                                               | 8cmCD            | TODT-3699        |
| 1996年4月17日                         | 3                | 祈りの朝（ソロ）                                                           | 8cmCD            | TODT-3699        |
| 日本クラウン                          |                  |                                                                            |                  |                  |
| 1998年1月21日                         | 1                | 風詩                                                                       | 8cmCD            | CRSN-525         |
| 1998年1月21日                         | 2                | 乱の舟唄                                                                   | 8cmCD            | CRSN-525         |
| EMIミュージック・ジャパン / EASTWORLD |                  |                                                                            |                  |                  |
| 2010年5月12日                         | 1                | レクイエム〜麦畑のひばり                                                   | CD               | TOCT-22355       |
| 2010年5月12日                         | 2                | 山谷ブルース                                                               | CD               | TOCT-22355       |
| 2010年5月12日                         | 3                | 悲しき口笛                                                                 | CD               | TOCT-22355       |
| 2010年5月12日                         | 4                | お祭りマンボ                                                               | CD               | TOCT-22355       |
| 自主制作                              |                  |                                                                            |                  |                  |
| 2012年5月23日                         | 1                | さよならひとつ                                                             | CD               | ON-1             |
| 2012年5月23日                         | 2                | 遥かなるこの旅を                                                           | CD               | ON-1             |
| 2012年5月23日                         | 3                | さくら雨の朝に                                                             | CD               | ON-1             |

### アルバム

#### オリジナル・アルバム
| 発売日              | アルバム                                          | 規格               | 規格品番    |
| URCレコード         | URCレコード                                       | URCレコード        | URCレコード |
| ------------------- | ------------------------------------------------- | ------------------ | ----------- |
| 1969年8月1日        | わたしを断罪せよ 岡林信康フォーク・アルバム第一集 | LP                 | URL-1007    |
| 1970年6月1日        | 岡林信康アルバム第二集 見るまえに跳べ             | LP                 | URG-4001    |
| 1971年8月1日        | 岡林信康アルバム第3集 俺ら いちぬけた             | LP                 | URG-4008    |
| CBS・ソニー         |                                                   |                    |             |
| 1973年11月1日       | 金色のライオン                                    | LP                 | SOLL-52     |
| 1975年1月20日       | 誰ぞこの子に愛の手を                              | LP                 | SOLL-118    |
| 日本コロムビア      |                                                   |                    |             |
| 1975年7月25日       | うつし絵                                          | LP                 | CD-7140     |
| 1977年4月25日       | ラブソングス                                      | LP                 | LX-7015     |
| 1978年9月25日       | セレナーデ                                        | LP                 | LX-7050     |
| Invitation          |                                                   |                    |             |
| 1979年10月25日      | 街はステキなカーニバル                            | LP                 | VIH-6057    |
| 1980年10月21日      | ストーム                                          | LP                 | VIH-28021   |
| 1981年11月21日      | GRAFFITI                                          | LP                 | VIH-28059   |
| 自主制作            |                                                   |                    |             |
| 1987年              | エンヤトットでDancing!!                           | CT                 | BMT-0001    |
| 東芝EMI / EASTWORLD |                                                   |                    |             |
| 1990年4月18日       | ベア・ナックル・ミュージック                      | CD                 | TOCT-5661   |
| 2009年5月13日       | ベア・ナックル・ミュージック                      | CD（紙ジャケット） | TOCT-26813  |
| 1991年7月12日       | 信康                                              | CD                 | TOCT-6199   |
| 2009年5月13日       | 信康                                              | CD（紙ジャケット） | TOCT-26814  |
| 1992年10月28日      | メイド・イン・ジャパン                            | CD                 | TOCT-6794   |
| 2009年5月13日       | メイド・イン・ジャパン                            | CD（紙ジャケット） | TOCT-26815  |
| 日本クラウン        |                                                   |                    |             |
| 1998年1月21日       | 風詩                                              | CD                 | CRCN-20202  |
| 2009年5月13日       | 風詩                                              | CD（紙ジャケット） | CRCP-20436  |
| FUJI                |                                                   |                    |             |
| 2021年3月3日        | 復活の朝                                          | CD                 | ONL-15      |

#### ライブ・アルバム
| 発売日         | アルバム                                    | レーベル                  | 規格 | 規格品番    | 備考 |
| -------------- | ------------------------------------------- | ------------------------- | ---- | ----------- | --- |
| 1969年6月      | 休みの国/岡林信康リサイタル                 | URCレコード               | LP   | URL-1003    | A面に休みの国『休みの国』、B面に岡林信康『岡林信康リサイタル』をLPの片面ずつに収録。                                 |
| 1970年8月      | 私たちの望むものは 音楽舎春場所実況録音     | URCレコード               | CT   | URCT-10001  | |
| 1971年2月      | 岡林信康コンサート                          | URCレコード               | LP   | URL-1016/7  | |
| 1971年11月20日 | 岡林信康自作自演コンサート 狂い咲き         | URCレコード               | LP   | URL-1019/21 | |
| 1974年6月1日   | 1973PM9:00→1974AM3:00                       | CBS・ソニー               | LP   | SOLJ-95/6   | |
| 1979年5月25日  | 岡林信康ライブ 中津川フォーク・ジャンボリー | SMS                       | LP   | SM22-4017   | 1970年8月8日-9日、1971年8月7日-9日の岐阜県中津川。                                                                   |
| 2008年12月19日 | 岡林信康ライブ 中津川フォーク・ジャンボリー | FUJI                      | CD   | FJ-1011     | 2008年デジタルリマスター盤。                                                                                         |
| 2013年3月20日  | 岡林信康ライブ 中津川フォーク・ジャンボリー | FUJI                      | CD   | ONL-1011    | 2013年デジタルリマスター盤。                                                                                         |
| 1979年11月25日 | '70岡林信康ロックコンサート                 | SMS                       | LP   | SM22-4024   | 1970年10月9日 日比谷野外音楽堂。                                                                                     |
| 2008年12月19日 | '70岡林信康ロックコンサート                 | FUJI                      | CD   | FJ-1012     | 「岡林信康ろっくコンサート」にタイトルを変えて再発。2008年デジタルリマスター盤、「コペルニクス的転回のすすめ」収録。 |
| 2013年3月20日  | '70岡林信康ロックコンサート                 | FUJI                      | CD   | ONL-1012    | 2013年デジタルリマスター盤、「コペルニクス的転回のすすめ」収録。                                                     |
| 1979年12月21日 | '70岡林信康ロックコンサートPartII           | SMS                       | LP   | SM22-4029   | 1970年4月24日 渋谷公会堂。                                                                                           |
| 2008年12月19日 | '70岡林信康ロックコンサートPartII           | FUJI                      | CD   | FJ-1013     | 「岡林信康壮行会」にタイトルを変えて再発。2008年デジタルリマスター盤。                                               |
| 2013年3月20日  | '70岡林信康ロックコンサートPartII           | FUJI                      | CD   | ONL-1013    | 2013年デジタルリマスター盤。                                                                                         |
| 1980年8月21日  | GOOD EVENING 岡林信康LIVE!                  | Invitation                | LP   | VIH-28011   | |
| 1995年7月5日   | GOOD EVENING 岡林信康LIVE!                  | Invitation                | CD   | VICL-18200  | |
| 2008年5月21日  | GOOD EVENING 岡林信康LIVE!                  | Invitation                | CD   | VICL-62564  | 紙ジャケット仕様、2007年デジタルリマスター盤。                                                                       |
| 1993年9月8日   | 岡蒸気                                      | 東芝EMI / EASTWORLD       | CD   | TOCT-8155   | |
| 2009年5月13日  | 岡蒸気                                      | EMIミュージック・ジャパン | CD   | TOCT-26816  | 紙ジャケット仕様。                                                                                                   |
| 2009年3月20日  | 岡林信康ライブ レアトラックス               | FUJI                      | CD   | ONL-1018    | 2009年デジタルリマスター盤。                                                                                         |
| 2009年9月12日  | 岡林信康リサイタル 中野サンプラザ・1975     | 岡林信康レーベル          | CD   | OK-005      | 初音源化、2009年デジタルリマスター盤。                                                                               |
| 2010年11月10日 | ロックミュージック                          | 岡林信康レーベル          | CD   | OK-006      | |
| 2014年11月19日 | ライブ45周年記念 2013/12/14 日比谷公会堂    | FUJI                      | CD   | ONL-5       | |
| 2019年7月24日  | 岡林信康デビュー50周年記念コンサート        | FUJI                      | CD   | ONL-12      | |

#### セルフカバー・アルバム
| 発売日        | アルバム                                                   | レーベル                                                   | 規格 | 規格品番   | 備考                                                   |
| ------------- | ---------------------------------------------------------- | ---------------------------------------------------------- | ---- | ---------- | ------------------------------------------------------ |
| 1976年7月25日 | 岡林信康ベスト・アルバム                                   | 日本コロムビア（コロムビアミュージックエンタテインメント） | LP   | LZ-7001/2  |                                                        |
| 1994年5月21日 | 岡林信康ベスト・アルバム                                   | 日本コロムビア（コロムビアミュージックエンタテインメント） | CD   | COCA-11604 |                                                        |
| 2009年2月18日 | 岡林信康ベスト・アルバム                                   | 日本コロムビア（コロムビアミュージックエンタテインメント） | CD   | COCP-35451 | 紙ジャケット仕様。12ページ写真集をCDサイズで復刻添付。 |
| 2009年2月21日 | 歌祭り                                                     | 岡林信康レーベル                                           | CD   | OK-1       |                                                        |
| 2009年2月21日 | 歌祭りセカンド                                             | 岡林信康レーベル                                           | CD   | OK-2       |                                                        |
| 2009年2月21日 | 歌祭りサード                                               | 岡林信康レーベル                                           | CD   | OK-3       |                                                        |
| 2013年5月5日  | アナザー・サイド・オブ・オカバヤシ〜岡林信康、吉岡治を歌う | FUJI                                                       | CD   | ONL-1      |                                                        |
| 2018年9月5日  | 森羅十二象                                                 | FUJI                                                       | LP   | ONLR-11    |                                                        |
| 2018年9月5日  | 森羅十二象                                                 | FUJI                                                       | CD   | ONL-11     |                                                        |

#### ベスト・アルバム
| 発売日         | アルバム                                                           | レーベル         | 規格 | 規格品番   | 備考                                                                  |
| -------------- | ------------------------------------------------------------------ | ---------------- | ---- | ---------- | --------------------------------------------------------------------- |
| 1971年6月5日   | 岡林信康の世界 第2集                                               | ビクター         | LP   | SF-1001    |                                                                       |
| 1975年11月     | 岡林信康の世界 第2集                                               | ビクター         | LP   | SF-10001   |                                                                       |
| 1971年7月5日   | 岡林信康の世界 第1集                                               | ビクター         | LP   | SF-1002    |                                                                       |
| 1975年11月     | 岡林信康の世界 第1集                                               | ビクター         | LP   | SF-10002   |                                                                       |
| 1972年10月     | 岡林信康ベスト・コレクション                                       | ビクター         | LP   | SF-5009/10 |                                                                       |
| 1975年12月     | 大いなる遺産                                                       | URCレコード      | LP   | URH-5002   |                                                                       |
| 1987年10月21日 | 大いなる遺産                                                       | SMS              | CD   | MD30-4147  |                                                                       |
| 2008年12月19日 | 大いなる遺産                                                       | FUJI             | CD   | FJ-1014    | 2008年デジタルリマスター盤                                            |
| 2013年3月20日  | 大いなる遺産                                                       | FUJI             | CD   | ONL-1014   | 2013年デジタルリマスター盤                                            |
| 1976年1月      | ザ・ワースト・オブ岡林信康                                         | ビクター         | LP   | DX-10034   |                                                                       |
| 1979年11月25日 | 航跡                                                               | 日本コロムビア   | LP   | LA-7078    |                                                                       |
| 1982年9月5日   | 岡林信康Vol.1                                                      | Invitation       | LP   | VIH-28093  |                                                                       |
| 1982年9月5日   | 岡林信康Vol.2                                                      | Invitation       | LP   | VIH-28094  |                                                                       |
| 1986年4月21日  | 岡林信康ベスト・コレクション                                       | Invitation       | CD   | VDR-5051   |                                                                       |
| 1987年         | 岡林信康 ベストコレクション Vol.1                                  | 自主制作         | CT   | T-200755   |                                                                       |
| 2017年9月6日   | 岡林信康 ベストコレクション                                        | FUJI             | CD   | ONL-10     |                                                                       |
| 2009年2月21日  | 御歌囃子参上!! 岡林信康エンヤトットミュージック ベストコレクション | 岡林信康レーベル | CD   | OKBYS      |                                                                       |
| 2009年3月20日  | 岡林信康URCシングル集                                              | FUJI             | CD   | FJ-1016    | 紙ジャケット仕様。2009年デジタルリマスター盤、ボーナス・トラック8曲入 |
| 2013年3月20日  | 岡林信康URCシングル集                                              | FUJI             | CD   | ONL-1016   | 2013年デジタルリマスター盤、ボーナス・トラック8曲入                   |
| 2013年5月15日  | 岡林四十五景〜デビュー45周年記念ベスト盤                           | FUJI             | CD   | ONL-2      |                                                                       |
| 2015年9月9日   | 弾き語り フォーク作品集                                            | FUJI             | CD   | ONL-8      |                                                                       |

#### オムニバス・アルバム
| 発売日         | アルバム                              | レーベル       | 規格 | 規格品番    | 備考                                         |
| -------------- | ------------------------------------- | -------------- | ---- | ----------- | -------------------------------------------- |
| 1969年10月     | 第4回フォーク・キャンプ・コンサート   | URCレコード    | LP   | URL-1005/6  | 「それで自由になったのかい」「ヘライデ」収録 |
| 1970年10月5日  | 第2回全日本フォーク・ジャンボリー     | ビクター       | LP   | SJV-477/8   |                                              |
| 1970年10月10日 | 自然と音楽の48時間                    | キングレコード | LP   | KR-7018/9   |                                              |
| 1971年10月10日 | 自然と音楽の72時間                    | キングレコード | LP   | SKK-712/3   |                                              |
| 1971年10月25日 | '71全日本フォーク・ジャンボリー第二集 | ビクター       | LP   | SF-1013     |                                              |
| 1972年10月25日 | ゲームは終わり                        | URCレコード    | LP   | URL-1028/30 | 五つの赤い風船名義                           |
| 1974年         | 29通の手紙                            | HEM            | LP   | KILS-2009   | 朗読で参加                                   |
| 1979年12月21日 | '69第一回中津川フォーク・ジャンボリー | SMS            | LP   | SM38-4035/6 |                                              |

#### 企画・アルバム
- レクイエム〜我が心の美空ひばり（2010年1月20日、ユニバーサルミュージック、TOCT-26935）  –  美空ひばりのカバー・アルバム。

#### ボックス・セット
- 岡林信康withはっぴいえんど 7インチBOX（2018年7月25日、FUJI）  –  岡林信康がはっぴいえんどと共にURC時代にシングル盤としてリリースしたシングルを収納した限定7インチボックス・セット。ボーナス・レコードとして、はっぴいえんどとの最後のスタジオ録音となった「私たちの望むものは」を加えた6枚組。

### ビデオ
| 発売日         | タイトル | レーベル                   | 規格 | 規格品番   |
| -------------- | --- | -------------------------- | ---- | ---------- |
| 1991年10月27日 | 今夜は朝まで踊りましょ 平塚市民センター（1993年5月22日）、真宗大谷派名古屋別院（7月25日）、モンゴル・中国での模様を収録。 | 東芝EMI / EASTWORLD        | VHS  | TOVF-1171  |
| 2013年12月11日 | 今夜は朝まで踊りましょ 平塚市民センター（1993年5月22日）、真宗大谷派名古屋別院（7月25日）、モンゴル・中国での模様を収録。 | ユニバーサル ミュージック  | DVD  | TYBN-10006 |
| 1994年11月28日 | 日本ロック映像全集 Vol.2                                                                                                  | リットーミュージック       | VHS  | RMFR-002   |
| 2007年1月24日  | NHK映像歌年鑑 〜そういえばあの時この歌〜 1968-1969                                                                        | ビクターエンタテインメント | DVD  | VIBY-269   |
| 2009年8月21日  | BS永遠の音楽 大集合!青春フォークソング                                                                                    | NHKエンタープライズ        | DVD  | NSDS-13534 |
| 2010年12月15日 | だからここに来た! -全日本フォーク・ジャンボリーの記録-                                                                    | ポニーキャニオン           | DVD  | PCBP-11993 |

### 提供（カバー）作品
| 発売日         | 歌手                            | 区分   | タイトル                 | 作詞   | 作曲 | 編曲         |
| -------------- | ------------------------------- | ------ | ------------------------ | ------ | ---- | ------------ |
| 1975年7月      | 黒田征太郎                      | 提供   | 波止場エトランゼ         | ◯      | ◯    | 馬場良       |
| 1975年7月      | 黒田征太郎                      | 提供   | 望郷渡り鳥               | ◯      | ◯    | 馬場良       |
| 1975年9月1日   | 美空ひばり                      | 提供   | 月の夜汽車               | ◯      | ◯    | 佐伯亮       |
| 1975年9月1日   | 美空ひばり                      | 提供   | 風の流れに               | ◯      | ◯    | 佐伯亮       |
| 1976年         | 西川峰子                        | 提供   | 女になるでしょう         | 吉岡治 | ◯    | 前田俊明     |
| 1976年         | 西川峰子                        | 提供   | 夜祭りの都               | ◯      | ◯    | 前田俊明     |
| 1976年6月5日   | 五木ひろし                      | 提供   | 北酒場                   | 吉岡治 | ◯    | 竜崎孝路     |
| 1976年8月      | 五木ひろし                      | 提供   | 紫陽花ばなし             | 吉岡治 | ◯    | あかのたちお |
| 1976年8月      | 五木ひろし                      | 提供   | 野分けの村               | 吉岡治 | ◯    | あかのたちお |
| 1976年8月      | 五木ひろし                      | 提供   | ネジ子の数え唄           | 吉岡治 | ◯    | あかのたちお |
| 1976年8月      | 五木ひろし                      | 提供   | おんなの旅路             | 吉岡治 | ◯    | あかのたちお |
| 1976年11月     | 西川峰子                        | カバー | 青い月夜の散歩道         | ◯      | ◯    |              |
| 1976年11月     | 西川峰子                        | カバー | 春を運ぶな雪の海         | ◯      | ◯    |              |
| 1976年11月     | 西川峰子                        | 提供   | コスモスの別れ           | ◯      | ◯    |              |
| 1976年11月     | 西川峰子                        | 提供   | 野分けの村               | 吉岡治 | ◯    |              |
| 1977年         | 山下敬二郎                      | 提供   | バイ・バイ・ブルース     | 吉岡治 | ◯    | 泉谷しげる   |
| 1977年         | 山下敬二郎                      | 提供   | 僕のベッドへおいで       | 吉岡治 | ◯    | 泉谷しげる   |
| 1977年         | 鶴岡雅義と東京ロマンチカ        | 提供   |                          |        |      |              |
| 1978年12月     | 笑福亭鶴光                      | 提供   | 鶴光の新説SOS            | ◯      | ◯    | ゲーム       |
| 1979年         | 千昌夫                          | カバー | 山谷ブルース             | ◯      | ◯    |              |
| 1992年8月25日  | カーネーション                  | カバー | いくいくお花ちゃん       | 佐藤信 | ◯    |              |
| 1996年7月24日  | 泉谷しげる                      | カバー | 私たちの望むものは       | ◯      | ◯    |              |
| 2002年12月21日 | BLESS                           | カバー | 私たちの望むものは       | ◯      | ◯    |              |
| 2004年10月21日 | 石川さゆり                      | 提供   | 夢の海峡                 | ◯      | ◯    |              |
| 2006年5月31日  | 松山千春                        | カバー | 私たちの望むものは       | ◯      | ◯    |              |
| 2007年9月5日   | 石川さゆり                      | 提供   | 京の覚え唄               | 吉岡治 | ◯    |              |
| 2007年9月12日  | 笹生実久                        | カバー | チューリップのアップリケ | ◯      | ◯    |              |
| 2009年5月20日  | 石川さゆり                      | 提供   | 夕焼けだんだん           | 吉岡治 | ◯    |              |
| 2009年2月18日  | 和幸                            | カバー | 自由への長い旅           | ◯      | ◯    |              |
| 2009年5月      | 清水節子                        | カバー | 山谷ブルース             | ◯      | ◯    |              |
| 2010年2月10日  | 矢野顕子                        | カバー | 嘆きの淵にある時も       | ◯      | ◯    |              |
| 2011年8月24日  | 阿部芙蓉美                      | カバー | 私たちの望むものは       | ◯      | ◯    |              |
| 2013年2月20日  | 石川さゆり                      | 提供   | 憂忌世ぶし               | 吉岡治 | ◯    | 川村栄二     |
| 2014年12月     | 吉幾三                          | カバー | 山谷ブルース             | ◯      | ◯    |              |
| 2014年12月24日 | 大竹しのぶ×野田洋次郎(RADWIMPS) | カバー | チューリップのアップリケ | ◯      | ◯    |              |
| 2016年6月1日   | kōkua                           | カバー | 私たちの望むものは       | ◯      | ◯    |              |

## 公演
飛：飛び入り、オ：オムニバス、ゲ：ゲスト、ワ：ワンマン（単独）
| 年       | 月日           | 形態     | タイトル                                                   | 開催場所                                                     | 備考（「」は収録作品） |
| 1960年代 | 1960年代       | 1960年代 | 1960年代                                                   | 1960年代                                                     | 1960年代 |
| -------- | -------------- | -------- | ---------------------------------------------------------- | ------------------------------------------------------------ | --- |
| 67年     | 11月           | 飛       | 高石友也反戦フォーク集会                                   | 滋賀・草津キリスト教会                                       | 人前で自作曲を初披露。 |
| 68年     | 2月25日        | 飛       | 第2回フォーク・スクール                                    |                                                              | 中川五郎らと共演。「くそくらえ節」「がいこつの唄」を披露。 |
| 68年     | 3月            | オ       | アンダー・グラウンド音楽会                                 | 神戸・国際会館                                               | |
| 68年     | 3月27日        | オ       | アンダー・グラウンド音楽会                                 | 大阪・サンケイホール                                         | フォーク・クルセダーズ、高石友也メインで、ジャックスも出演。 |
| 68年     | 4月11日        | オ       | イースター・ミュージックフェア                             | 大阪・アベノYMCAホール                                       | 「山谷ブルース」「チューリップのアップリケ」「友よ」などを歌う。 |
| 68年     | 5月28日        | オ       |                                                            | 静岡                                                         | |
| 68年     | 5月29日        | オ       |                                                            | 東京・サンケイホール                                         | 「山谷ブルース」を少し涙ぐんで歌う。 |
| 68年     | 5月31日        | オ       |                                                            | 東京・渋谷公会堂                                             | |
| 68年     | ６月24日       | オ       |                                                            | 大阪・労音の６月例会                                         | 高石友也、中川五郎、フォーク・クルセダース、キャンパーズ、阪大ニグロ。                                                                                                |
| 68年     | 8月9日～11日   | オ       | 第3回フォーク・キャンプ                                    | 京都・山崎村宝寺                                             | 高田渡、遠藤賢司らと共演。「山谷ブルース」を披露。 |
| 68年     | 9月14日        | オ       | 第1回ヤマのうたまつり                                      | 東京・山谷王姫公園                                           | |
| 68年     | 9月15日        | オ       | フォーク・キャンプ・コンサート                             | 京都・円山野外音楽堂                                         | 高石友也、五つの赤い風船、ジローズ、キャンパーズらと共演。 |
| 68年     | 10月5日        | オ       | 第2回ヤマのうたまつり                                      | 東京・山谷王姫公園                                           | 高石友也らと共演。 |
| 68年     | 10月17日       | ゲ       | ザ・フォーク・クルセダーズ・サヨナラ公演                   | 大阪・フェスティバルホール                                   | |
| 68年     | 10月19日       | オ       | 京都フォーク・キャラバン                                   | 京都・YMCA                                                   | 高石友也、中川五郎、五つの赤い風船、ジローズ、アップルズ、パラーズらと共演。                                                                                          |
| 68年     | 10月23日       | オ       |                                                            | 高知                                                         | 高石友也らと共演。 |
| 68年     | 11月13日       | オ       | 高石友也と唄う会                                           | 岐阜・坂下町坂下小学校講堂                                   | |
| 68年     | 11月19日       | オ       | 高石友也・岡林信康とうたおう                               | 大阪・大同生命ホール                                         | 高石友也らと共演。 |
| 68年     | 11月20日       | オ       |                                                            | 静岡・沼津                                                   | |
| 68年     | 11月22日       | オ       | 賢明女子大学祭                                             | 岡山・賢明女子大学                                           | |
| 68年     | 11月27日       | オ       |                                                            | 愛媛・宇和島                                                 | |
| 68年     | 12月1日        | オ       | 舞鶴学園チャリティ・ショー                                 | 京都・教育文化センター                                       | |
| 68年     | 12月2日        | オ       |                                                            | 島根・出雲労音                                               | 高石友也らと共演。 |
| 68年     | 12月4日        | オ       |                                                            | 京都・シルクホール                                           | |
| 68年     | 12月6日        | オ       |                                                            | 長野・上田                                                   | |
| 68年     | 12月7日        | オ       |                                                            | 新潟                                                         | |
| 68年     | 12月10日       | オ       |                                                            | 北海道・旭川                                                 | |
| 68年     | 12月23日       | ゲ       | 高石友也リサイタル                                         | 大阪・サンケイホール                                         | 遠藤賢司、北山修、ジャックス、高田渡、端田宣彦とシューベルツ。 |
| 68年     | 12月24日       | ゲ       | 高石友也リサイタル                                         | 大阪・サンケイホール                                         | |
| 69年     | 1月3日         | オ       | わかもの社・全国集会                                       | 京都・鴨沂高校                                               | |
| 69年     | 1月22日        | オ       | 第1回メッセージ・コンサート                                | 大阪・厚生年金会館ホール                                     | 五つの赤い風船、高田渡、小松民夫らと共演。 |
| 69年     | 2月2日         | オ       |                                                            | 長野・諏訪                                                   | |
| 69年     | 2月11日        | オ       | 建国記念の日に抗議する反戦フォーク・ソングのつどい         | 滋賀・近江八幡                                               | 高石友也、五つの赤い風船らと共演。市内をデモ行進する。 |
| 69年     | 3月20日        | オ       | あんぐら音楽祭「オープニング・コンサート」                 | 大阪・厚生年金会館中ホール                                   | 司会：北山修、高石友也、加藤和彦、カルメン・マキ、はしだのりひことシューベルツ、高田渡、遠藤賢司、ジャックス、五つの赤い風船、六文銭、中川五郎らと共演。              |
| 69年     | 3月22日        | オ       | プロテスト・ソング大会「ベトナムと沖縄と我々自身のために」 | 大阪・大阪サンケイホール                                     | 高石友也、高田渡、中川五郎らと共演。プロへのテストと思い込み、間違いで申し込む数人。                                                                                  |
| 69年     | 3月25日        | ワ       | あんぐら音楽祭 岡林信康リサイタル                          | 大阪・森ノ宮厚生会館文化ホール                               | 「あんぐら音楽祭 岡林信康リサイタル」。 |
| 69年     | 3月26日        | オ       | あんぐら音楽祭オープニング・コンサート                     | 東京・渋谷公会堂                                             | 五つの赤い風船、ジャックス、遠藤賢司、はしだのりひことシューベルツ、六文銭、高田渡他。                                                                                |
| 69年     | 3月29日        | ワ       | あんぐら音楽祭 岡林信康リサイタル                          | 東京・神田共立講堂                                           | 「あんぐら音楽祭 岡林信康リサイタル」。 |
| 69年     | 4月1日         | オ       | プロテスト・ソング大会                                     | 東京・渋谷公会堂                                             | 高石友也、中川五郎らと共演。 |
| 69年     | 4月28日        | オ       | メッセージ・コンサート                                     | 大阪・厚生年金会館ホール                                     | 高田渡、北山修らと共演。 |
| 69年     | 5月9日         | オ       | 大阪YMCAコンサート                                         | 大阪・中小企業センター                                       | |
| 69年     | 5月30日        | オ       | 出雲市労音五月例会                                         | 島根・出雲市体育館                                           | はしだのりひことシューベルツと共演。 |
| 69年     | 6月8日         | オ       |                                                            | 兵庫・県教育会館                                             | |
| 69年     | 6月10日        | オ       | 故・岡林信康・狂って歌う                                   | 滋賀・同志社大学館ホール                                     | 満員。 |
| 69年     | 6月16日        | オ       | フォークソングをぶっつぶせ                                 | 東京・六本木俳優座劇場                                       | かまやつひろし、北山修、カルメン・マキ他。 |
| 69年     | 6月26日        | オ       | プレ万博・フォーク集会                                     | 大阪・中之島公会堂                                           | 高田渡、中川五郎、西尾志真子らと共演。 |
| 69年     | 7月9日         | オ       | 第5回メッセージ・コンサート                                | 大阪・年金会館中ホール                                       | 司会：北山修、小橋玲子、マヨネーズ、高田渡、五つの赤い風船、岩井宏らと共演。                                                                                          |
| 69年     | 7月25日        | オ       | キャンパス・ビッグ・フーテナニ                             | 大阪・厚生年金会館                                           | 高石友也、五つの赤い風船、シューベルツ、マイケル、ロックキャンディーズ他。                                                                                            |
| 69年     | 7月26日        | オ       | 納涼・唄の市                                               | 東京・日比谷野外音楽堂                                       | 加藤和彦、フォー・セインツ、カルメン・マキ、ザ・リガニーズ、ジャックス、五つの赤い風船らと共演。                                                                      |
| 69年     | 8月2日～3日    | オ       | 第1回フォーク・キャンプ                                    | 愛知・名古屋五色園                                           | 名古屋労音主催、高石友也、高田渡、五つの赤い風船、ジャックス、中川五郎らと共演。                                                                                      |
| 69年     | 8月7日         | オ       | 反戦のたの万国博                                           | 大阪・大阪城公園                                             | 主催：ベ平連。 |
| 69年     | 8月7日         | ワ       | 岡林信康は歌う                                             | 京都・京都会館第2ホール                                      | |
| 69年     | 8月7日～8日    | オ       | 高校生フォーク・タウン                                     | 大阪・宝塚中山寺                                             | 高石友也、中川五郎、高田渡、アプルパミス、やまたのおろち、ザ・ムッシュらと共演。                                                                                      |
| 69年     | 8月8日～11日   | オ       | 反パク（反戦のための万国博）フォーク・フェスティバル       | 大阪・大阪公園                                               | 高石友也と共演。東京から来た西口フォーク・ゲリラと高石、岡林が激しく論争。                                                                                            |
| 69年     | 8月11日        | オ       | フォーク・ゲリラ大集合                                     | 東京・日比谷野外音楽堂                                       | 高石友也、高田渡らと共演。 |
| 69年     | 8月9日～10日   | オ       | 第1回・全日本フォークジャンボリー                          | 岐阜・椛の湖                                                 | |
| 69年     | 8月15日～17日  | オ       | 第4回フォーク・キャンプ                                    | 滋賀・琵琶湖サンケイバレー                                   | 阪大ニグロ、アプルパミス、パワード、エルドラード、高田渡、中川五郎、西岡たかし、はしだのりひこ、ジャックスらと共演。                                                  |
| 69年     | 8月18日        | ゲ       | 沖縄を考えようパネル・ディスカッション                     | 大阪・東梅田教会                                             | |
| 69年     | 9月6日         | オ       |                                                            | 大阪・フェスティバルホール                                   | スケジュールをすっぽかして蒸発。 |
| 69年     | 10月19日       | オ       | 京都フォーク・キャラバン                                   | 京都                                                         | 高石友也、五つの赤い風船、中川五郎、アップルズ、ジローズ他。 |
| 69年     | 12月7日        | ゲ       | 高石ともやリサイタル                                       | 大阪・フェスティバルホール                                   | 「友よ」「ランブリング・ボーイ」などを歌う。 |
| 1970年代 |                |          |                                                            |                                                              | |
| 70年     | 4月8日         | オ       | 音楽舎春場所「メッセージ・コンサート」                     | 東京・神田共立講堂                                           | 遠藤賢司、アテンション・プリーズらと共演。「おまわりさんに捧げる唄」「私たちの望むものは」披露。                                                                      |
| 70年     | 4月10日        | ワ       | 岡林信康メッセージ・コンサート                             | 北海道・小樽市民会館                                         | |
| 70年     | 4月11日        | ワ       | 岡林信康メッセージ・コンサート                             | 北海道・札幌市民会館                                         | |
| 70年     | 4月12日        | オ       | ロック叛乱祭                                               | 東京・文京公会堂                                             | 「私たちの望むものは 音楽舎春場所実況録音」。中川五郎、遠藤賢司、愚、休みの国らと共演。はっぴいえんどがバック。                                                       |
| 70年     | 4月13日        | ワ       | 岡林信康メッセージ・コンサート                             | 兵庫・神戸国際会館                                           | 遠藤賢司、アテンションプリーズらと共演。 |
| 70年     | 4月14日        | ワ       | 岡林信康メッセージ・コンサート                             | 愛知・名古屋市公会堂                                         | |
| 70年     | 4月17日        | オ       | 音と唄の騒乱祭                                             | 大阪・大阪府立体育会館                                       | 五つの赤い風船、中川五郎、遠藤賢司、愚、北山修、岩井宏、休みの国、アテンション・プリーズらと共演。                                                                    |
| 70年     | 4月19日        | ワ       | 岡林信康メッセージ・コンサート                             | 広島・広島市公会堂                                           | |
| 70年     | 4月22日        | ワ       | 岡林信康メッセージ・コンサート                             | 熊本・熊本市民会館                                           | |
| 70年     | 4月23日        | ワ       | 岡林信康メッセージ・コンサート                             | 福岡・小倉市民会館                                           | |
| 70年     | 4月24日        | オ       | 岡林信康・キューバサトウキビ刈り壮行会                     | 東京・渋谷公会堂                                             | 「岡林信康壮行会」「私たちの望むものは 音楽舎春場所実況録音」。 |
| 70年     | 8月8日         | オ       | 第2回・全日本フォークジャンボリー                          | 岐阜・椛の湖                                                 | 「岡林信康ライブ 中津川フォーク・ジャンボリー」。 |
| 70年     | 9月16日        | オ       | 日本語のろっくとふぉーくのコンサート                       | 東京・日比谷野外音楽堂                                       | 遠藤賢司、はっぴいえんど、頭脳警察らと共演。 |
| 70年     | 9月19日        | オ       | ビバ・ロック・コンサート                                   | 東京・日比谷野外音楽堂                                       | フラワー・トラベリン・バンド、モップス、ゴールデン・カップス他と共演。                                                                                                |
| 70年     | 10月3日        | ワ       | 岡林信康コンサート                                         | 東京・千代田公会堂                                           | |
| 70年     | 10月9日        | ワ       | 岡林信康ろっくコンサート                                   | 東京・日比谷野外音楽堂                                       | 「'70岡林信康ロックコンサート」。 |
| 70年     | 10月19日       | ワ       | 岡林信康ろっくコンサート                                   | 大阪・フェスティバルホール                                   | |
| 70年     | 10月23日       | ワ       | 岡林信康ろっくコンサート                                   | 愛知・名古屋市公会堂                                         | |
| 70年     | 10月28日       | オ       | '70フォークからロックへ                                    | 東京・虎の門ホール                                           | ヒデとロザンナ、ソルティー・シュガー、吉田拓郎、六文銭、フードブレイン、頭脳警察、南正人らと共演。                                                                    |
| 70年     | 12月1日        | オ       | 岡林信康コンサート                                         | 東京・神田共立講堂                                           | 「岡林信康コンサート」。高田渡、岩井宏、加川良がゲスト出演。 |
| 70年     | 12月13日       | ゲ       | はしだのりひことクライマックス結成コンサート               | 東京・神田共立講堂                                           | 吉田拓郎、六文銭、五つの赤い風船、ソルティー・シュガーらと共演。 |
| 70年     | 12月19日       | オ       | ロック・カーニバル#1                                       | 東京・日劇                                                   | はっぴいえんど、フードブレインらと共演。 |
| 70年     | 12月21日       | ゲ       | はしだのりひことクライマックス結成コンサート               | 京都・京都勤労会館                                           | |
| 70年     | 12月22日       | オ       | ニュー・ロック＆ニュー・フォーク 魂にあふれるコンサート    | 東京・立教大学タッカーホール                                 | 頭脳警察、遠藤賢司、はっぴいえんど、ブルース・クリエーション他。 |
| 70年     | 12月23日～24日 | ゲ       | ジョン・メオール日劇公演ロックカーニバル#1                 | 東京・有楽町日劇                                             | |
| 71年     | 1月6日         | ゲ       | はしだのりひこ新グループ結成コンサート                     | 大阪・大阪フェスティバルホール                               | はっぴいえんど、五つの赤い風船、遠藤賢司、アテンション・プリーズ、高田渡、加川良、岩井宏、斉藤哲夫、マヨネーズらと共演。                                              |
| 71年     | 1月21日        | オ       | 岡林信康＋浅川マキ＋黒田征太郎＋α ジョイントコンサート     | 東京・東京厚生年金会館                                       | 浅川マキらとのジョイントコンサート。はっぴいえんどをバックに歌う最後のステージ。                                                                                      |
| 71年     | 4月24日        | オ       | '70フォーク・ジャンボリー・プレ・コンサート                | 東京・杉野講堂                                               | 「申し訳ないが気分がいい」など新曲を披露。吉田拓郎、六文銭、はっぴいえんど、五つの赤い風船、斉藤哲夫、ディランズらと共演。                                            |
| 71年     | 7月28日        | ワ       | 岡林信康 自作自演／30曲 狂い咲きコンサート                 | 東京・日比谷野外音楽堂                                       | 「岡林信康自作自演コンサート 狂い咲き」。 |
| 71年     | 8月7日～9日    | オ       | 第3回・全日本フォークジャンボリー                          | 岐阜・椛の湖                                                 | |
| 71年     | 8月21日        | オ       | ロック・アウト・ロック・コンサート                         | 東京・日比谷野外音楽堂                                       | 吉田拓郎、岩井宏、ガロ、遠藤賢司、ディランⅡ、はっぴいえんど、DEW、柳田ヒロらと共演。                                                                                  |
| 72年     | 3月31日        | ゲ       | フォーク集会 音搦大歌合                                    | 愛知・県立体育館                                             | |
| 72年     | 4月22日        | ゲ       | フォーク・オールスター夢の競演 音搦大歌合                  | 東京・日本武道館                                             | はっぴいえんど、岡林信康、五つの赤い風船、ガロ、高田渡＋武蔵野タンポポ団、加川良、吉田拓郎、六文銭、山下洋輔トリオ他。 断りきれず出演したため、翌日円形脱毛症になる。 |
| 72年     | 8月31日        | ゲ       | 五つの赤い風船追い出しコンサート～ゲームは終わり           | 東京・日比谷野外音楽堂                                       | 中川イサト、遠藤賢司、加川良、かまやつひろし、高田渡、なぎらけんいち、山本コータロー他。                                                                              |
| 73年     | 3月30日        | オ       | 四人の会                                                   |                                                              | 西岡たかし、はしだのりひこ、加藤和彦と4月9日まで全国を回る。 |
| 73年     | 4月9日         | オ       | 四人の会                                                   | 東京・神田共立講堂                                           | |
| 73年     | 12月31日       | オ       | 大晦日コンサート                                           | 東京・晴海貿易センター                                       | 「1973PM9:00→1974AM3:00」。 |
| 75年     | 12月16日       | ワ       | 岡林信康リサイタル                                         | 東京・中野サンプラザ                                         | 「岡林信康リサイタル 中野サンプラザ・1975」。 |
| 76年     | 3月            | ワ       |                                                            |                                                              | 全国縦断コンサートを10か所で行う。 |
| 77年     | 2月10日        | ワ       |                                                            | 東京                                                         | |
| 77年     | 2月25日        | ワ       |                                                            | 東京                                                         | |
| 77年     | 4月8～10日     | オ       | ローリング・ココナッツ・レビュー・ジャパン・コンサート     | 東京・晴海貿易センター                                       | 「僕のそばへおいでよ」をエリック・アンダーソンと歌う。 |
| 77年     | 6月2日         | ワ       |                                                            | 宮崎                                                         | |
| 77年     | 8月            | ワ       | さしむかいコンサート                                       |                                                              | 九州より開始、1年半続く。 |
| 78年     | 2月10日        | ワ       | 山谷ブルースからラブソングスまで                           | 東京・有楽町読売ホール                                       | |
| 79年     | 10月           | ワ       |                                                            |                                                              | 全国コンサートツアー。 |
| 1980年代 |                |          |                                                            |                                                              | |
| 80年     | 5月30日        | ワ       |                                                            | 大阪・厚生年金ホール                                         | 「GOOD EVENING 岡林信康LIVE!」。 |
| 80年     | 10月           | ワ       |                                                            |                                                              | 全国コンサートツアー。ツアーパンフレットの写真は生井秀樹。 |
| 81年     | 12月           | ワ       |                                                            |                                                              | 全国コンサートツアー。 |
| 82年     | 6月13～14日    | オ       | 岡林信康＋ウシャコダ・ライヴ（渋谷ライブイン82）           | 東京・渋谷                                                   | |
| 82年     | 11月22日       | オ       | 岡林信康＋ウシャコダ・コンサート                           | 東京・九段会館                                               | |
| 84年     | 6月            | ワ       | ベア・ナックル・レヴュー                                   |                                                              | 1987年までに全国約207か所をギター1本で回る。 |
| 87年     | 8月30日        | ワ       |                                                            | 島根・津和野                                                 | 3名の打楽器奏者と共に、初のエンヤトットコンサート。 |
| 88年     | 7月14日        | オ       |                                                            |                                                              | 27日まで全国10都市で、サムルノリとジョイントコンサート。 |
| 1990年代 |                |          |                                                            |                                                              | |
| 92年     | 3月21日        | ゲ       | アジアファンタジー                                         | 韓国・ソウル                                                 | サムルノリ主催のコンサート。山下洋輔、渡辺香津美らと出演。 |
| 92年     | 10月           | ゲ       | 日中国交回復20周年記念コンサート                           | 中国                                                         | 北京・天津・深？・広州4都市を6回公演。 |
| 93年     | 5月22日        | ワ       |                                                            | 神奈川・平塚市民センター                                     | 「岡蒸気」。 |
| 93年     | 7月25日        | ワ       |                                                            | 愛知・真宗大谷派名古屋別院                                   | |
| 93年     | 9月10日        | ワ       | デビュー25周年記念コンサート                               | 東京・新宿厚生年金会館                                       | |
| 96年     | 2月            | ゲ       |                                                            | カナダ・バンクーバー                                         | |
| 98年     | 3月            | ワ       | デビュー30周年記念コンサート                               | 東京・天王州アイル・アートスフィア                           | |
| 98年     | 3月            | ワ       | デビュー30周年記念コンサート                               | 大阪・サンケイホール                                         | |
| 2000年代 |                |          |                                                            |                                                              | |
| 07年     | 1月            | オ       |                                                            | 福岡・電気ホール                                             | サムルノリとジョイントコンサート。 |
| 07年     | 10月20日       | オ       | 御歌囃子信康 狂い咲き2007                                  | 東京・日比谷野外音楽堂                                       | |
| 08年     | 11月24日       | ワ       |                                                            | 東京・タワーレコード渋谷店ステージ・ワン                     | |
| 09年     | 6月27日        | ワ       | 岡林信康コンサート2009                                     | 東京・九段会館                                               | |
| 09年     | 8月1日         | オ       | ROCK IN JAPAN FES 2009                                     | 茨城・ひたちなか市国営ひたち海浜公園                         | |
| 2010年代 |                |          |                                                            |                                                              | |
| 10年     | 5月14日        | ワ       | コンサートツアー2010 INTRODUCTION                          | 福岡・ZEPP FUKUOKA                                           | |
| 10年     | 6月18日        | ワ       | コンサートツアー2010 INTRODUCTION                          | 宮城・ZEPP SENDAI                                            | |
| 13年     | 12月14日       | ワ       | 岡林信康 45周年記念ライブ                                  | 東京・日比谷公会堂                                           | 「ライブ45周年記念 2013/12/14 日比谷公会堂」。 |
| 15年     | 5月17日        | ワ       | 岡林信康コンサート2015                                     | 大阪・ミスターケリーズ                                       | |
| 15年     | 6月12日        | ワ       | 岡林信康コンサート2015                                     | 大阪・ロイヤルホース                                         | |
| 15年     | 6月16日        | ワ       | 岡林信康コンサート2015                                     | 東京・南青山曼荼羅                                           | |
| 15年     | 6月27日        | ワ       | 岡林信康コンサート2015                                     | 京都・RAG                                                    | |
| 15年     | 7月10日        | ワ       | 岡林信康コンサート2015                                     | 長野・ネオンホール                                           | |
| 15年     | 7月11日        | ワ       | 岡林信康コンサート2015                                     | 長野・茅野「ピアノマン」                                     | |
| 15年     | 7月24日        | ワ       | 岡林信康コンサート2015                                     | 北海道・札幌「ペニーレーン24」                               | |
| 15年     | 7月25日        | ワ       | 岡林信康コンサート2015                                     | 北海道・小樽「ゴールドストーン」                             | |
| 15年     | 7月26日        | ワ       | 岡林信康コンサート2015                                     | 北海道・旭川「アーリータイムズ」                             | |
| 15年     | 8月21日        | ワ       | 岡林信康コンサート2015                                     | 大阪・高槻「MUSIC SQUARE 1624 TENJIN」                       | |
| 15年     | 9月26日        | ワ       | 岡林信康コンサート2015                                     | 新潟・上越高田「高田世界館」                                 | |
| 15年     | 9月27日        | ワ       | 岡林信康コンサート2015                                     | 富山・金沢「もっきりや」                                     | |
| 15年     | 10月4日        | ワ       | 岡林信康コンサート2015                                     | 島根・隠岐島文化会館大ホール                                 | |
| 15年     | 10月10日       | ワ       | 岡林信康コンサート2015                                     | 兵庫・西宮「プレラホール」                                   | |
| 15年     | 11月27日       | ワ       | 岡林信康コンサート2015                                     | 東京・なかのZERO 小ホール                                    | |
| 15年     | 12月10日       | ワ       | 岡林信康コンサート2015                                     | 東京・赤坂「ノヴェンバーイレブンス」                         | |
| 16年     | 3月20日        | ワ       | 岡林信康コンサート2016                                     | 岡山・大岡山Goodstock Tokyo                                  | |
| 16年     | 3月21日        | ワ       | 岡林信康コンサート2016                                     | 群馬・安中「TAMCafe」                                        | |
| 16年     | 4月10日        | ワ       | 岡林信康コンサート2016                                     | 大阪・豊中「大野ホール」                                     | |
| 16年     | 4月27日        | ワ       | 岡林信康コンサート2016                                     | 山梨・甲府「桜座」                                           | |
| 16年     | 4月28日        | ワ       | 岡林信康コンサート2016                                     | 神奈川・横浜「サムズアップ」                                 | |
| 16年     | 5月27日        | ワ       | 岡林信康コンサート2016                                     | 広島・広島「音楽喫茶 ヲルガン座」                            | |
| 16年     | 5月28日        | ワ       | 岡林信康コンサート2016                                     | 福岡・小倉「フォークビレッジ」                               | |
| 16年     | 6月11日        | ワ       | 岡林信康コンサート2016                                     | 福島・福島「Player’s Cafe」                                  | |
| 16年     | 6月12日        | ワ       | 岡林信康コンサート2016                                     | 福島・いわき「THE QUEEN」                                    | |
| 16年     | 6月25日        | ワ       | 岡林信康コンサート2016                                     | 愛知・名古屋市「ボトムライン」                               | |
| 16年     | 6月26日        | ワ       | 岡林信康コンサート2016                                     | 三重・四日市「ガリバー」                                     | |
| 16年     | 7月8日         | ワ       | 岡林信康コンサート2016                                     | 岡山・岡山市「MO：GLA」                                      | |
| 16年     | 7月9日         | ワ       | 岡林信康コンサート2016                                     | 奈良・奈良市「ビバリーヒルズ」                               | |
| 16年     | 7月24日        | ワ       | 岡林信康コンサート2016                                     | 山口・阿武町のうそんセンター                                 | |
| 16年     | 8月19日        | ワ       | 岡林信康コンサート2016                                     | 新潟・新潟市民映画館 シネ・ウインド                          | |
| 16年     | 8月20日        | ワ       | 岡林信康コンサート2016                                     | 新潟・糸魚川市「おててこ会館」                               | |
| 16年     | 9月10日        | ワ       | 岡林信康コンサート2016                                     | 埼玉・北浦和「エアーズ」                                     | |
| 16年     | 9月11日        | ワ       | 岡林信康コンサート2016                                     | 埼玉・秩父市「ホンキートンク」                               | |
| 16年     | 9月29日        | ワ       | 岡林信康コンサート2016                                     | 宮城・仙台市「LIVE HOUSE enn 2nd」                           | |
| 16年     | 9月30日        | ワ       | 岡林信康コンサート2016                                     | 岩手・すぺいん倶楽部                                         | |
| 16年     | 10月1日        | ワ       | 岡林信康コンサート2016                                     | 秋田・THE CAT WALK                                           | |
| 16年     | 10月9日        | ワ       | 岡林信康コンサート2016                                     | 和歌山・湯浅城イベントホール                                 | |
| 16年     | 10月10日       | ワ       | 岡林信康コンサート2016                                     | 兵庫・神戸SLOPE                                              | |
| 16年     | 10月21日       | ワ       | 岡林信康コンサート2016                                     | 香川・高松国分寺ホール                                       | |
| 16年     | 10月22日       | ワ       | 岡林信康コンサート2016                                     | 高知・香美市「ふらっと中町」                                 | |
| 16年     | 10月23日       | ワ       | 岡林信康コンサート2016                                     | 徳島・寅家                                                   | |
| 16年     | 11月12日       | ワ       | 岡林信康と京フィルコンサート                               | 京都・京都コンサートホール 大ホール                          | |
| 16年     | 11月25日       | ワ       | 岡林信康コンサート2016                                     | 東京・北千住「シアター1010」                                 | |
| 16年     | 12月9日        | ワ       | 岡林信康コンサート2016                                     | 神奈川・県民ホール 小ホール                                  | |
| 16年     | 12月28日       | ワ       | 岡林信康、山下洋輔スペシャル・カルテット                   | 東京・EX THEATER ROPPONGI                                    | |
| 17年     | 1月28日        | ワ       | 岡林信康コンサート2017                                     | 栃木・宇都宮「悠日」                                         | |
| 17年     | 1月29日        | ワ       | 岡林信康コンサート2017                                     | 千葉・柏 Studio WUU                                          | |
| 17年     | 2月23日        | ワ       | 岡林信康コンサート2017                                     | 大阪・堺「三国ヶ丘FUZZ」                                     | |
| 17年     | 2月24日        | ワ       | 岡林信康コンサート2017                                     | 岡山・倉敷「cookiejar」                                      | |
| 17年     | 3月9日         | ワ       | 岡林信康コンサート2017                                     | 鳥取・米子「laughs」                                         | |
| 17年     | 3月25日        | ワ       | 岡林信康コンサート2017                                     | 愛媛・松江「AZTiC canova」                                   | |
| 17年     | 3月26日        | ワ       | 岡林信康コンサート2017                                     | 福井・北ノ庄クラシックス                                     | |
| 17年     | 4月15日        | ワ       | 岡林信康コンサート2017                                     | 和歌山・和歌の浦アートキューブＡ・多目的ホール               | |
| 17年     | 4月16日        | ワ       | 岡林信康コンサート2017                                     | 和歌山・古座川町「ぼたん荘・いろり館」                       | |
| 17年     | 4月22日        | ワ       | 岡林信康コンサート2017                                     | 神奈川・相模原「メイプルホール」                             | |
| 17年     | 4月23日        | ワ       | 岡林信康コンサート2017                                     | 神奈川・鎌倉「歐林洞ギャラリーサロン」                       | |
| 17年     | 5月12日        | ワ       | 岡林信康コンサート2017                                     | 青森・八戸「はっち シアター2」                               | |
| 17年     | 5月13日        | ワ       | 岡林信康コンサート2017                                     | 青森・BLACK BOX（旧松竹会館）                                | |
| 17年     | 5月17日        | ワ       | 岡林信康コンサート2017                                     | 愛知・名古屋「ブルーノート」                                 | |
| 17年     | 5月27日        | ワ       | 岡林信康コンサート2017                                     | 福岡・新宮町「そぴあしんぐう大ホール」                       | |
| 17年     | 5月28日        | ワ       | 岡林信康コンサート2017                                     | 熊本・レストランバーCIB                                      | |
| 17年     | 6月9日         | ワ       | 岡林信康コンサート2017                                     | 香川・三豊市文化会館マリンウェーブ マーガレットホール        | |
| 17年     | 6月10日        | ワ       | 岡林信康コンサート2017                                     | 愛媛・久万高原町「旧中津小学校体育館」                       | |
| 17年     | 6月24日        | ワ       | 岡林信康コンサート2017                                     | 宮崎・ニューレトロクラブ                                     | |
| 17年     | 6月25日        | ワ       | 岡林信康コンサート2017                                     | 大分・ブリック・ブロック                                     | |
| 17年     | 7月22日        | ワ       | 岡林信康コンサート2017                                     | 茨城・鹿嶋勤労文化会館ホール                                 | |
| 17年     | 8月5日         | ワ       | 岡林信康コンサート2017                                     | 新潟・長岡「ライブハウス音楽色堂」                           | |
| 17年     | 8月6日         | ワ       | 岡林信康コンサート2017                                     | 新潟・佐渡「アミューズメント佐渡小ホール（はまなすホール）」 | |
| 17年     | 8月18日        | ワ       | 岡林信康コンサート2017                                     | 静岡・浜浜松市勤労会館 Uホー」                               | |
| 17年     | 8月19日        | ワ       | 岡林信康コンサート2017                                     | 静岡・熱海「起雲閣 音楽サロン」                              | |
| 17年     | 9月22日        | ワ       | 岡林信康コンサート2017                                     | 岐阜・岐阜市文化センター 小劇場                              | |
| 17年     | 11月12日       | ワ       | 岡林信康コンサート2017                                     | 山口・岩国「ロックカントリー」                               | |
| 17年     | 11月25日       | ワ       | 岡林信康コンサート2017                                     | 大阪・八尾「シュガーベイブ」                                 | |
| 17年     | 12月22日       | ワ       | 岡林信康コンサート2017                                     | 鹿児島・鹿児島市民文化ホール（4階市民ホール）                | |
| 17年     | 12月24日       | ワ       | 岡林信康コンサート2017                                     | 沖縄・桜坂劇場ホールA                                        | |
| 18年     | 4月13日        | ワ       | 岡林信康 50周年記念ライブ                                  | 長崎・とぎつカナリーホール                                   | |
| 18年     | 4月15日        | ワ       | 岡林信康 50周年記念ライブ                                  | 佐賀・佐賀市立東与賀文化ホール                               | |
| 18年     | 7月25日        | ワ       | 岡林信康 50周年記念ライブ                                  | 東京・吉祥寺スターパインズカフェ                             | 50周年記念ツアーに向けての公開リハーサルライブ。 |
| 18年     | 9月13日        | ワ       | 岡林信康 50周年記念ライブ                                  | 福岡・ももちパレス                                           | |
| 18年     | 9月14日        | ワ       | 岡林信康 50周年記念ライブ                                  | 福岡・ももちパレス                                           | |
| 18年     | 9月28日        | ワ       | 岡林信康 50周年記念ライブ                                  | 愛知・名古屋市芸術創造センター                               | |
| 18年     | 10月5日        | ワ       | 岡林信康 50周年記念ライブ                                  | 広島・はつかいち文化ホールさくらぴあ                         | |
| 18年     | 10月21日       | ワ       | 岡林信康 50周年記念ライブ                                  | 北海道・道新ホール                                           | |
| 18年     | 11月23日       | ワ       | 岡林信康 50周年記念ライブ                                  | 岩手・田園ホール                                             | |
| 18年     | 12月5日        | ワ       | 岡林信康 50周年記念ライブ                                  | 大阪・サンケイホールブリーゼ                                 | |
| 18年     | 12月19日       | ワ       | 岡林信康 50周年記念ライブ                                  | 東京・EXシアター六本木                                       | 「岡林信康デビュー50周年記念コンサート」。 |
| 18年     | 12月20日       | ワ       | 岡林信康 50周年記念ライブ                                  | 東京・EXシアター六本木                                       | 「岡林信康デビュー50周年記念コンサート」。 |
| 19年     | 5月19日        | ワ       | 岡林信康コンサート2019                                     | 神奈川・鎌倉「歐林洞ギャラリーサロン」                       | |
| 19年     | 6月21日        | ワ       | 岡林信康コンサート2019                                     | 兵庫・西宮市プレラホール                                     | |
| 19年     | 7月10日        | ワ       | 岡林信康コンサート2019                                     | 愛知・刈谷市総合文化センター アイリス 小ホール               | |
| 19年     | 10月6日        | ワ       | 岡林信康コンサート2019                                     | 茨城・下妻市民文化会館大ホール                               | |
| 19年     | 11月10日       | ワ       | 岡林信康コンサート2019                                     | 千葉・多古町コミュニティプラザ文化ホール                     | |
| 19年     | 12月6日        | ワ       | 岡林信康コンサート2019                                     | 三重・県文化会館 小ホール                                    | |
| 19年     | 12月24日       | ワ       | 岡林信康コンサート2019                                     | 東京・稲城市立ｉプラザホール                                 | |
| 2020年代 |                |          |                                                            |                                                              | |
| 20年     | 2月9日         | ワ       | 岡林信康コンサート2020                                     | 福島・いわきPIT                                              | |
| 20年     | 3月14日        | ワ       | 岡林信康コンサート2020                                     | 千葉・柏 Studio WUU                                          | 公演延期。 |
| 20年     | 3月29日        | ワ       | 岡林信康コンサート2020                                     | 山梨・甲府桜座                                               | 公演延期。 |
| 20年     | 4月18日        | ワ       | 岡林信康コンサート2020                                     | 群馬・太田市藪塚本町文化ホール                               | 10月3日に公演延期。 |
| 20年     | 5月29日        | ワ       | 岡林信康コンサート2020                                     | 広島・広島クラブクアトロ                                     | 2021年2月26日に公演延期。 |
| 20年     | 5月30日        | ワ       | 岡林信康コンサート2020                                     | 福岡・なかまハーモニーホール                                 | 2021年2月28日に公演延期。 |
| 20年     | 10月3日        | ワ       | 岡林信康コンサート2020                                     | 群馬・太田市藪塚本町文化ホール                               | 中止。 |
| 20年     | 10月23日       | ワ       | 岡林信康コンサート2020                                     | 茨城・鹿嶋勤労文化会館ホール                                 | 中止。 |
| 21年     | 2月26日        | ワ       | 岡林信康コンサート2021                                     | 広島・広島クラブクアトロ                                     | |
| 21年     | 2月28日        | ワ       | 岡林信康コンサート2021                                     | 福岡・なかまハーモニーホール                                 | |
| 22年     | 12月2日        | ワ       | 岡林信康コンサート2022                                     | 東京・吉祥寺スターパインズカフェ                             | |
| 23年     | 9月29日        | オ       | あの素晴しい歌をもう一度コンサート2023                     | 東京・国際フォーラム・ホールA                                | きたやまおさむ、クミコ、清水ミチコ、南こうせつ、森山良子他 |
| 23年     | 10月13日       | ワ       | 55周年記念コンサート                                       | 神奈川・神奈川県民ホール 小ホール                            | |
| 23年     | 10月25日       | ワ       | 55周年記念コンサート                                       | 愛知・日本特殊陶業市民会館 ビレッジホール                    | |
| 23年     | 11月11日       | ワ       | 55周年記念コンサート                                       | 福岡・そぴあしんぐう 大ホール                                | |
| 23年     | 11月28日       | ワ       | 55周年記念コンサート                                       | 大阪・サンケイホールブリーゼ                                 | |
| 23年     | 12月7日        | ワ       | 55周年記念コンサート                                       | 東京・ティアラこうとう 大ホール                              | |
| 24年     | 2月19日        | オ       | あの素晴しい歌をもう一度コンサート2024～旅の歌・人生の歌～ | 大阪・オリックス劇場                                         | きたやまおさむ、クミコ、坂崎幸之助、杉田二郎、林部智史、松山猛他 |

## 交友関係

### 関連ミュージシャン
- 岩井宏
- 高田渡
- 中川五郎
- 西岡たかし
- 北山修
- はしだのりひこ
- 遠藤賢司
  - はっぴいえんどをバックに歌うことが多かった時期に、持っていたアコースティックギター・マーチンD-35を「もっと弾いてやらないと可愛そうだ」の仲間内の声に、当時遠藤がこのギターさわらせてと楽屋にやってきてよく弾いていたので、遠藤に貸すことに決めた。そうすれば「鳴るギター」になるだろうとの思惑で貸したのだが、周囲からは「岡林が持っていたときよりよく鳴っている」などと言われ、返してほしいと言い出せなくなり、プレゼントすることにした。貸し出しから1年後に遠藤から「これで僕のだからね!これで僕のだからね!」と念押しされて、封筒に入った現金を渡された。プレゼントすると言った以上、この現金は受け取れないが時期を見て返そうと思って月日が経ち、そうこうしているうちに遠藤が亡くなってしまったため、返せずじまいとなった[33]。

#### バックバンド
- ジャックス（1969年）  –  つのだ☆ひろなど一部メンバーのみ
- はっぴいえんど（1970年  –  1971年）
- 柳田ヒロ（1971年）
- はちみつぱい
- 伊藤銀次（1973年）
- ダウンタウンブギウギバンド（1976年）
- ムーンライダース（1976年、1980年）
- 渡辺茂樹（1979年  –  1980年）
- センチメンタル・シティ・ロマンス（1981年）
- 山下洋輔（1992年、2009年）

#### プロデューサー
- 早川義夫
- 加藤和彦

### 岡林が影響を受けた人物
- 加山雄三
- 高石友也
- ボブ・ディラン
- 西川峰子

### 岡林から影響を受けた人物
- 石川さゆり
- 泉谷しげる
- 宇崎竜童
- サンボマスター
- 友川カズキ
- なぎら健壱
- 松山千春
- 桑田佳祐[34]

### 交流のある（あった）人
- 黒田征太郎
- 美空ひばり
- C・W・ニコル
- 坂崎幸之助

## 主な出演

### テレビドラマ
- 逃亡者（フジテレビ、1992年8月5日）  –  第6話「闇の中に誰かがいる…」

### バラエティ番組
- DOサタデー（関西テレビ・フジテレビ）  –  テーマ曲を担当。最終回ではゲスト出演し、由紀さおりとテーマ曲を歌った。
- いのちの響（TBS）
- 11PM（日本テレビ：80年代、大橋巨泉が司会の日に出演）
- 笑っていいとも!（フジテレビ）  –  テレフォンショッキングに泉谷しげるからの紹介で出演。
- キンギョ（NHK）  –  金魚を取り上げた番組。金魚マニアの一人として出演。
- 情熱大陸（毎日放送、2009年12月27日）
- SONGS（NHK、2010年2月3日）
- 徹子の部屋（テレビ朝日、2018年9月19日） –  坂崎幸之助と出演[35]。

### ラジオ番組
- サバイバル宣言（朝日放送ラジオ、1980年）

### 映画
- きつね（松竹、1983年）主演

### CM
- サントリー 「京番茶」 –  宮城秋菜と共演。

## 書籍

### 自著
- 高石友也、中川五郎『フォークは未来をひらく : 民衆がつくる民衆のうた』〈新報新書〉、社会新報、1969年4月30日。
- 『岡林信康の村日記』講談社、1982年11月30日。ISBN 978-4062002608。
- 『かんとりーソングス』芸文社、1984年10月1日。ISBN 978-4874651490。 -　巻末に、糸井重里との対談
- 『ぼくの歌の旅―ベアナックルレヴュー道中記』（1987年・晶文社・ISBN 978-4794950703）
- 『伝説 岡林信康』（1991年・小学館・ISBN 978-4093633819 → 2009年・増補改訂新装版・白夜書房・ISBN 978-4777102365）
- 『バンザイなこっちゃ!』（2005年・ゴマブックス・ISBN 978-4777102365）
- 『ぼくの村は美しい国 竜太の日記 [We love childrenアーティストによる絵本シリーズ 5]』（2007年・ランダムハウス講談社・ISBN 978-4270002216）
- 『岡林、信康を語る』（2011年・DISK UNION・ISBN 978-4925064415）

### 解説書等
- 『岡林信康読本(CDジャーナル・ムック)』（2010年・音楽出版社・ISBN 978-4861710667）

### 岡林信康について書かれている本
- 『満員の木』（1973年3月15日・西岡たかし著・立風書房）-　栃村に住んでいた頃、西岡たかしとの対談を掲載。
- 『山谷キューバフォーク』（1979年3月20日・田頭道登著・三友会出版）
- 『岡林信康黙示録』（1980年8月1日・田頭道登著・三友会出版）-　山谷で知り合った田頭道登と岡林信康との手紙のやり取りを中心とした本。蒸発後の岡林と秦政明（高石事務所社長）とのやり取りも掲載されている。
- 『日本フォーク私的大全』（なぎら健壱著・1995年・筑摩書房、1999年・ちくま文庫）
- 『追憶のほんやら洞』（甲斐扶佐義編著・2016年4月19日・風媒社）